# 轟武兵衛
轟 武兵衛（とどろき ぶへえ）は、熊本藩士。儒学者。国学者林桜園の門下生。照幡烈之助とも言う。

## 略歴
強硬な尊皇攘夷派として知られる肥後勤王党の中心人物の1人で、宮部鼎蔵、永鳥三平らは同志。河上彦斎などは教え子。文久2年（1862年）、熊本藩親兵選抜となり藩主細川護久の護衛で上洛すると、京都での政治活動を活発に行った。
久留米藩士真木保臣らと謀り、福岡藩士平野国臣らと共に薩摩に赴き島津久光（和泉州）に上洛を建議したが、これは逆に尊皇志士の弾圧事件となる寺田屋騒動を生み、直接は攘夷には繋がらなかった。文久3年8月18日（1863年9月30日）の八月十八日の政変により、尊皇攘夷派が追放され、武兵衛にも帰藩が命じられたが、脱藩。長州に下ったが、捕らえられて3年幽閉された。しかし情勢が変化して尊皇派が主流になると、帰参を許された。
明治維新の後、照幡烈之助と改名。明治2年（1869年）、この名前で弾正大忠（権弁事）となって公議所に務めたが、開国派に転じた明治政府とは意見が合わずに、官職を辞して帰郷して後に没した。享年56。